# Francisco José (jornalista)
Francisco José de Brito (Crato, 1 de maio de 1944) é um jornalista e apresentador de televisão brasileiro.

## Carreira

### Carreira profissional
Logo cedo, aos 10 anos, Francisco José mudou-se para Pernambuco. No Recife, iniciou sua carreira no Jornal do Commercio, em 1966.
Jornalista premiado, há mais de três décadas atua como repórter especial da Rede Globo, tendo participado da cobertura de quatro Copas do Mundo de Futebol (em 1978, na Argentina; em 1982, na Espanha; 1986, no México; e 1994, nos Estados Unidos) e de duas Olimpíadas.
Atuou como enviado especial da mesma rede na Guerra das Malvinas, conflito que envolveu a Argentina e a Inglaterra, além de ter tido participação direta em várias matérias especiais realizadas na Europa, em diversos países das Américas, na África, Austrália, Indonésia, Micronésia, Japão, Coreia, Tailândia e mesmo ao Ártico e Antártida. Em 1987, um dos episódios mais impactantes na trajetória de Francisco José aconteceu na cobertura de um assalto a banco. Uma mulher grávida estava sendo ameaçada com um revólver na cabeça. O repórter se propôs a ficar como refém no lugar dela e começou uma enorme e tensa perseguição que terminou em Salvador.
O comunicador social envolveu-se também no «Projeto Pernambucanidade», que envolve quatro comunidades educacionais da capital e do interior desse estado.

### Homenagens
Em 7 de janeiro de 2013 recebeu comenda, medalha e diploma pelo conjunto de sua carreira numa homenagem feita pela Prefeitura do Crato, Câmara de Vereadores, Universidade Regional do Cariri e Instituto Cultural do Cariri, no qual também tomou posse da cadeira dezessete. Em 2012 recebeu o título de «Cidadão Piauiense».
Em 2004, já havia sido agraciado com o título de «Cidadão de Pernambuco», por ter sido considerado um pernambucano de coração.

## Vida pessoal
Nascido em Crato, no Ceará, o jornalista. Foi morar em Recife aos 10 anos de idade, depois da morte de seu pai. Adotou Pernambuco para viver e seguir carreira. 
É casado com Beatriz Castro, também jornalista, com quem tem uma filha. Do primeiro casamento com a assistente social Socorro Vieira, com quem foi casado por 22 anos, tem duas filhas: Marianne (jornalista) e Carolinne (advogada). Avô de 4 netos: Rafael (advogado), Pedro, Camila e Helena.